# 411
411（四百十一、よんひゃくじゅういち）は自然数、また整数において、410の次で412の前の数である。

## 性質
- 411は合成数であり、約数は 1, 3, 137, 411 である。
  - 約数の和は552。
- 129番目の半素数である。1つ前は407、次は413。
- 各位の和が6になる24番目の数である。1つ前は402、次は420。
- 各位の積が4になる10番目の数である。1つ前は221、次は1114。(オンライン整数列大辞典の数列 A199987)
- 411 = 12 + 72 + 192 = 12 + 112 + 172 = 52 + 52 + 192 = 112 + 112 + 132
  - 3つの平方数の和4通りで表せる39番目の数である。1つ前は409、次は417。(オンライン整数列大辞典の数列 A025324)
  - 411 = 12 + 72 + 192 = 12 + 112 + 172
    - 異なる3つの平方数の和2通りで表せる80番目の数である。1つ前は394、次は417。(オンライン整数列大辞典の数列 A025340)

## その他 411 に関連すること
- 西暦411年
- GOOG-411 - Google社が提供していた米国向けの電話番号案内サービス。2010年11月終了。
- 411 (雑誌)（フォーダブワン）- ブレインが発行していた日本の男性ファッション雑誌。2017年12月休刊。
- 411 × 10−2 = 4.11 は e√2 の近似値である。(オンライン整数列大辞典の数列 A274540)